# Самотоївська сільська рада
Самото́ївська сільська́ ра́да — колишній орган місцевого самоврядування у Краснопільському районі Сумської області, що існував у 1918-2018 рр. Адміністративний центр — село Самотоївка. У 2018 р. територія Самотоївської сільської ради (9999,9 га) влилася до складу Краснопільської об'єднаної територіальної громади (селищної ради), як старостинський округ.

## Загальні відомості
- Населення ради: 2 036 осіб (станом на 2001 рік)

## Населені пункти
Сільській раді підпорядковані населені пункти:
- с. Самотоївка
- с. Воропай
- с. Глибне
- с. Думівка
- с. Хвойне

## Склад ради
Рада складається з 16 депутатів та голови.
- Голова ради: Перерва Іван Миколайович
- Секретар ради: Цибулько Людмила Олександрівна

### Керівний склад попередніх скликань
| Прізвище, ім'я, по батькові | Основні відомості                                                                     | Дата обрання | Дата звільнення |
| --------------------------- | ------------------------------------------------------------------------------------- | ------------ | --------------- |
| Бабенко Віктор Васильович   | Сільський голова, 1962 року народження, безпартійний                                  | 23.10.2006   | 24.07.2009      |
| Перерва Іван Миколайович    | Сільський голова, 1962 року народження, освіта вища, член Української Народної Партії | 20.06.2010   | 31.10.2010      |
| Перерва Іван Миколайович    | Сільський голова, 1962 року народження, освіта вища, член Правий сектор               | 31.10.2010   |                 |

Примітка: таблиця складена за даними сайту Верховної Ради України